# پت ارل
پت ارل (انگلیسی: Pat Earles؛ زادهٔ ۲۲ مارس ۱۹۵۵) بازیکن فوتبال اهل بریتانیا است.
از باشگاه‌هایی که در آن بازی کرده‌است می‌توان به باشگاه فوتبال ساوت‌همپتون و باشگاه فوتبال ردینگ اشاره کرد.